# Eric Cornel
Eric Cornel (* 11. April 1996 in Kemptville, Ontario) ist ein kanadischer Eishockeyspieler, der seit Juli 2021 bei den Iserlohn Roosters aus der Deutschen Eishockey Liga (DEL) unter Vertrag steht und dort auf der Position des Centers spielt. Zuvor lief er mehrere Jahre lang für die Rochester Americans in der American Hockey League (AHL) und für eine Spielzeit für die Nürnberg Ice Tigers in der DEL auf.

## Karriere

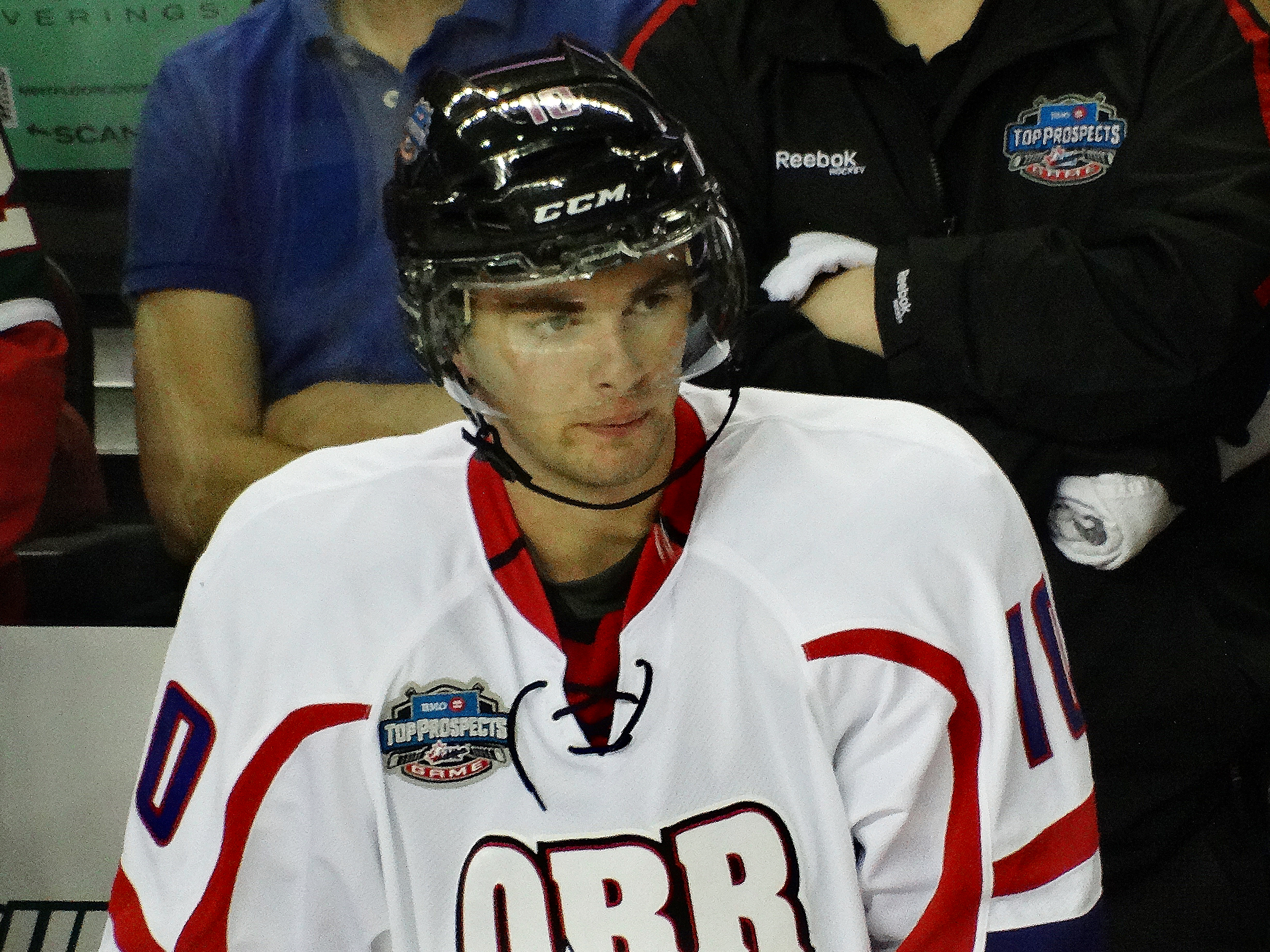
Cornel beim CHL Top Prospects Game 2014

Nachdem Eric Cornel in seinem Heimatort Kemptville die Jugendmannschaften der Upper Canada Cyclones durchlaufen hatte, kam er 2012 zu den Peterborough Petes in die Ontario Hockey League. Im NHL Entry Draft 2014 wurde er in der zweiten Runde von den Buffalo Sabres aus der National Hockey League (NHL) ausgewählt, die ihre Rechte an ihm aber nicht in Anspruch nahmen. Als Free Agent kam er so zu den Rochester Americans in die American Hockey League (AHL).
Nach fünf Spielzeiten in der AHL entschied er sich im Jahr 2020 zu einem Wechsel nach Europa: Der Center wurde als Ersatz für Will Acton von den Nürnberg Ice Tigers unter Vertrag genommen. Ein Jahr später wechselte er innerhalb der Deutschen Eishockey Liga (DEL) zu den Iserlohn Roosters. Mit 17 Toren und 26 Vorlagen wurde die Spielzeit 2021/22 seine persönlich bis dahin erfolgreichste in seiner Profi-Laufbahn. Nachdem er auch in der Saison 2022/23 zu den besten Scorern des Teams gehört hatte, wurde sein Vertrag im Januar 2023 vorzeitig verlängert. In der Spielzeit 2023/24 trug er als Center der ersten Reihe an der Seite von Tyler Boland und Michael Dal Colle maßgeblich zum Klassenerhalt der Roosters bei.

## Erfolge und Auszeichnungen
- 2012 Bronzemedaille bei den Olympischen Jugend-Winterspielen
- 2014 Teilnahme am CHL Top Prospects Game

## Karrierestatistik
Stand: Ende der Saison 2024/25

### International
Vertrat Kanada bei:
- Olympischen Jugend-Winterspielen 2012
- World U-17 Hockey Challenge 2013

(Legende zur Spielerstatistik: Sp oder GP = absolvierte Spiele; T oder G = erzielte Tore; V oder A = erzielte Assists; Pkt oder Pts = erzielte Scorerpunkte; SM oder PIM = erhaltene Strafminuten; +/− = Plus/Minus-Bilanz; PP = erzielte Überzahltore; SH = erzielte Unterzahltore; GW = erzielte Siegtore; 1 Play-downs/Relegation; Kursiv: Statistik nicht vollständig)